# وبينزيم
الوبينزيم هو مزيج من الإنزيمات المشتقة من النباتات بروميلين والبايبين، وغيرها من الإنزيمات، من المفترض أنها لدعم نظام المناعةالصحية. لم يتم تقييم هذه البيانات من قبل إدارة الغذاء والدواء الأمريكية. لم تتم الموافقة على هذا المنتج من قبل الحكومة لعلاج، أو منع أي مرض. وقد تم الإبلاغ عن بعض الآثار الجانبية المحتملة في الأدبيات الطبية.
وفقا لموقعهم على الانترنت، تم تطوير الويبنزيم في أواخر 1950. ويدعي أنه هو «واحد من العالمين معظم العلامات التجارية المشتركة الصحية البحث.... التي كانت محور أكثر من 200 دراسة سريرية أجرتها كل من الشركة المصنعة الألمانية وبينزيم، مكوس فارما، والباحثين من طرف ثالث.».